# Hosni Mubarak
Muhammad Hosni Sayyid Ibrahim Mubarak (in arabo محمد حسني سيد إبراهيم مبارك‎?, Muḥammad Ḥusnī Sayyid Ibrāhīm Mubārak; Kafr el-Muṣīlḥa, 4 maggio 1928 – Il Cairo, 25 febbraio 2020) è stato un politico e generale egiziano, quarto presidente dell'Egitto, carica che ha ricoperto per quasi 30 anni, a partire dal 14 ottobre 1981 fino all'11 febbraio 2011.
Mubarak è stato nominato vicepresidente della Repubblica d'Egitto dopo una brillante carriera militare svolta nei ranghi dell'aeronautica egiziana, nella quale si distinse come generale durante la guerra del Kippur (1973). Assunse la presidenza, succedendo ad Anwar al-Sadat, a seguito dell'assassinio di questi il 6 ottobre 1981.
Durante la sua presidenza dell'Egitto è stato uno dei più influenti leader della regione vicino-orientale. Grazie alla costituzione del 1971, il presidente Mubarak ha esercitato un forte controllo sul paese.

## Biografia
Mubārak è nato il 4 maggio 1928 a Kafr el-Musilha, nel governatorato egiziano di al-Manūfiyya. Hosni Mubārak era sposato con Suzanne Mubārak e aveva due figli: ʿAlāʾ e Gamāl Mubārak.

### Gioventù e carriera militare
Dopo aver completato le scuole superiori a Shībīn al-Kōm, entrò all'Accademia militare egiziana, dove ricevette il diploma in scienze militari nel 1949. Nel 1950 entrò all'Accademia Aeronautica e alla fine conseguì un diploma in scienze aeronautiche e fu assegnato agli squadroni di bombardieri. Parte del suo addestramento da pilota, che egli completò, fu da lui ricevuto nella scuola sovietica di addestramento piloti di Frunze (dal 1991 Biškek), nella repubblica sovietica del Kirghizistan. Nella sua carriera militare fu dapprima pilota, quindi istruttore, comandante di squadrone aereo e comandante di una base aerea. Nel 1964 fu nominato capo della delegazione militare egiziana in URSS.
Negli anni 1967-1972, durante la guerra d'attrito fra Egitto e Israele, voluta da Jamāl ʿAbd al-Nāṣir, Mubārak fu nominato direttore dell'Accademia Aeronautica e capo di stato maggiore delle forze aeree egiziane. Nel 1972 divenne comandante in capo dell'aeronautica militare egiziana e viceministro della Difesa. Nell'ottobre 1973, in seguito alla "guerra d'ottobre", conosciuta anche come guerra del Kippur o guerra del Ramadan, Mubārak fu promosso al rango di Maresciallo dell'aria. Nell'aprile 1975 fu nominato vicepresidente dell'Egitto in sostituzione di Husayn al-Shafi'i e nel 1978 fu scelto come vicepresidente del Partito Nazionale Democratico (NDP).

### Vicepresidente dell'Egitto
Dal 1975 Mubārak seguì lealmente la politica del presidente Sadat e gestì gli affari amministrativi dello Stato con efficacia vista la predilezione del presidente per la politica estera. Viaggiò nel mondo arabo per sostenere la decisione dell'Egitto di siglare la pace con Israele, visitò quindi Riad e Damasco per convincere i due governi della genuinità della pace e degli accordi "Sinai II", ma Hafiz al-Asad rifiutò persino di incontrarlo. Mubarak aumentò sempre più la sua autorevolezza anche grazie al fatto delle numerose visite e incontri con i capi di Stato stranieri con cui dialogava come inviato diretto di Sādāt. Nel 1981 a seguito dell'assassinio del presidente Anwar al-Sādāt da parte di fondamentalisti, Mubārak diventò presidente della Repubblica Araba d'Egitto e presidente del Partito Nazionale Democratico (NDP). Mubārak stesso è sfuggito a non meno di sei tentativi di omicidio.

### Presidenza dell'Egitto
Hosni Mubarak è stato il capo di Stato egiziano in carica per più anni, la sua presidenza è iniziata in linea di continuità con il predecessore, ma anche con innovazioni diplomatiche e di politica economica interna. In tutti gli anni Ottanta ridusse le ingerenze dello Stato nell'economia pianificata del paese e aumentò la produzione di beni necessari per la popolazione, infatti vennero costruite abitazioni popolari, così come crebbe la produzione di vestiti, arredi e medicine. Nella riorganizzazione del Governo Mubarak tenne sotto controllo i funzionari e i ministri effettuando licenziamenti per malversazione e imponendo multe ai deputati per le assenze ingiustificate. L'Egitto rimase comunque dipendente dagli aiuti degli Stati Uniti, e negli stessi anni continuarono le pressioni effettuate su Israele per la questione degli accampamenti dei palestinesi. Migliorarono costantemente le relazioni con l'Unione Sovietica e il presidente nel 1987 vinse il suo secondo mandato per altri 6 anni.

### Rientro nella Lega Araba
Nelle relazioni con gli altri paesi arabi infatti si ebbe un miglioramento, l'Egitto all'epoca era stato l'unico paese della Lega Araba a essere sospeso a causa della politica del presidente al-Sādāt, che firmò il trattato di pace con Israele, con la mediazione di Mubārak otto anni dopo l'assassinio di Sādāt (6 ottobre 1981) nel 1989, si giunse al compromesso e la sede principale della Lega è stata ricollocata nel medesimo complesso di edifici al centro del Cairo.

### Posizione nella prima guerra del Golfo
L'Egitto condannò l'invasione del Kuwait nel 1990 da parte dell'Iraq e partecipò attivamente nella coalizione alleata nella guerra del Golfo del 1991. Infatti i soldati egiziani furono tra i primi a sbarcare in Kuwait per impegnare le forze armate irachene, godendo per questo di grandi, ma non precisati, vantaggi economici elargitigli dagli USA. Si parla di un taglio del debito del paese di 500 000 $ per soldato. In questa sua partecipazione si dice che l'Egitto abbia sofferto pesanti perdite in vite umane, anche se mancano conferme o smentite ufficiali in merito. Secondo Reporter Senza Frontiere i media egiziani erano collocati per libertà d'espressione al 143º posto su 167 nazioni considerate.
Malgrado le riforme e la transizione verso un sistema economico orientato al capitalismo, l'economia egiziana stentò comunque a decollare e l'assenza di riforme politiche accrebbe il dissenso. Mubārak cominciò a perdere sostegni già a metà degli anni novanta. La crisi economica dei primi anni novanta fu imponente. Secondo l'Indice che valuta l'attenzione garantita ai Diritti Umani, l'Egitto occupa il 119º posto su 177 nazioni. Nelle presidenziali del 1993 venne comunque rieletto e l'attività diplomatica è rimasta sempre molto attiva, infatti nel 1999 visitò il Libano e fu la prima volta per un presidente egiziano dal 1952. Dopo la rielezione al quarto mandato nel 1999 continuò i suoi sforzi per la pace in Medio Oriente mediando i colloqui tra Ehud Barak e Yasser Arafat alla presenza del presidente statunitense Bill Clinton nel 2001.

### Stile di governo
L'Egitto è stato governato per tutto il suo mandato con la legge marziale in vigore come misura d'emergenza per l'assassinio di Sādāt. Questo permetteva l'ingerenza dell'esecutivo in molti ambiti della vita del paese limitando così la libertà di stampa e permettendo l'arresto degli oppositori politici. Altro colpo che riguardò la credibilità di Mubārak intervenne allorquando circolarono notizie sul fatto che suo figlio ʿAlāʾ era stato favorito dal governo nei processi di privatizzazione avviati dal padre. L'organizzazione Transparency International, che si occupa di valutare tra l'altro l'indice di corruzione politica percepita dalla popolazione di un Paese, colloca l'Egitto al 70º posto su 159 nazioni.
Nel luglio 2004 Mubārak accolse le dimissioni del primo ministro Atef ʿEbeyd e di tutto il suo gabinetto e nominò quindi Ahmad Nazif nuovo primo ministro. La nuova compagine ministeriale è stata accolta con un moderato ottimismo, anche per un miglioramento della declinante situazione economica dell'Egitto. Il mercato egiziano è diventato percentualmente il primo paese fra quelli emergenti nell'anno fiscale 2004/05. Persiste però una forte disoccupazione e Mubārak è stato criticato per aver favorito il grande capitale e le privatizzazioni dell'imponente comparto pubblico dell'economia, avvilendo i diritti dei lavoratori.

### La seconda guerra del Golfo
Il presidente Mubārak si è espresso contro la guerra in Iraq del 2003 voluta dagli USA e dalla Gran Bretagna, affermando che la situazione israelo-palestinese avrebbe dovuto essere affrontata per prima, ma ha chiarito che come presidente ritiene utile un ritiro graduale per evitare un peggioramento ulteriore della situazione.

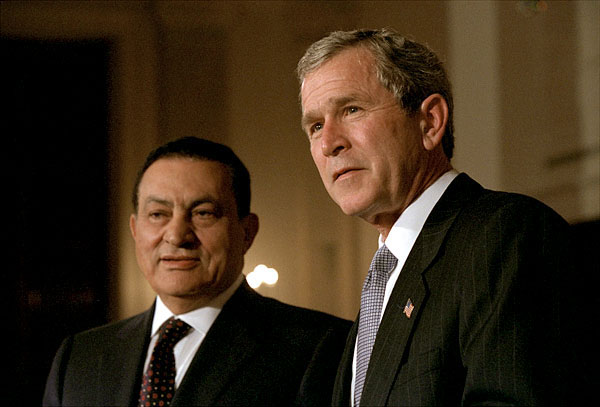
Hosni Mubārak incontra George W. Bush nel 2002.

### Elezioni presidenziali del 2005
Mubārak, cedendo alle pressioni interne ed estere per una democratizzazione interna, richiese al parlamento un emendamento costituzionale per permettere la partecipazione di più candidati alle elezioni. Fino a quel momento il presidente era eletto dal parlamento e confermato tramite referendum. Il 28 luglio 2005 Mubārak presentò la sua candidatura per le elezioni del 7 settembre seguente.
Le elezioni furono vinte da Mubārak e malgrado la presenza di altri candidati si levarono molte proteste che accusarono i sostenitori di Mubārak di brogli e di poca chiarezza sul voto.

### Mubārak e la Chiesa copta
Prima che Mubārak assumesse la Presidenza, il precedente presidente egiziano Anwar al-Sādāt aveva ordinato a Papa Shenuda III, il capo della Chiesa ortodossa copta, di ritirarsi in esilio nel monastero di San Bishoi. In aggiunta, otto vescovi, 24 sacerdoti e molti altri eminenti personalità copte furono posti agli arresti. Sādāt rimpiazzò la gerarchia ecclesiastica con un Comitato di 5 vescovi e si riferì a Papa Shenūda come all'"ex-papa".

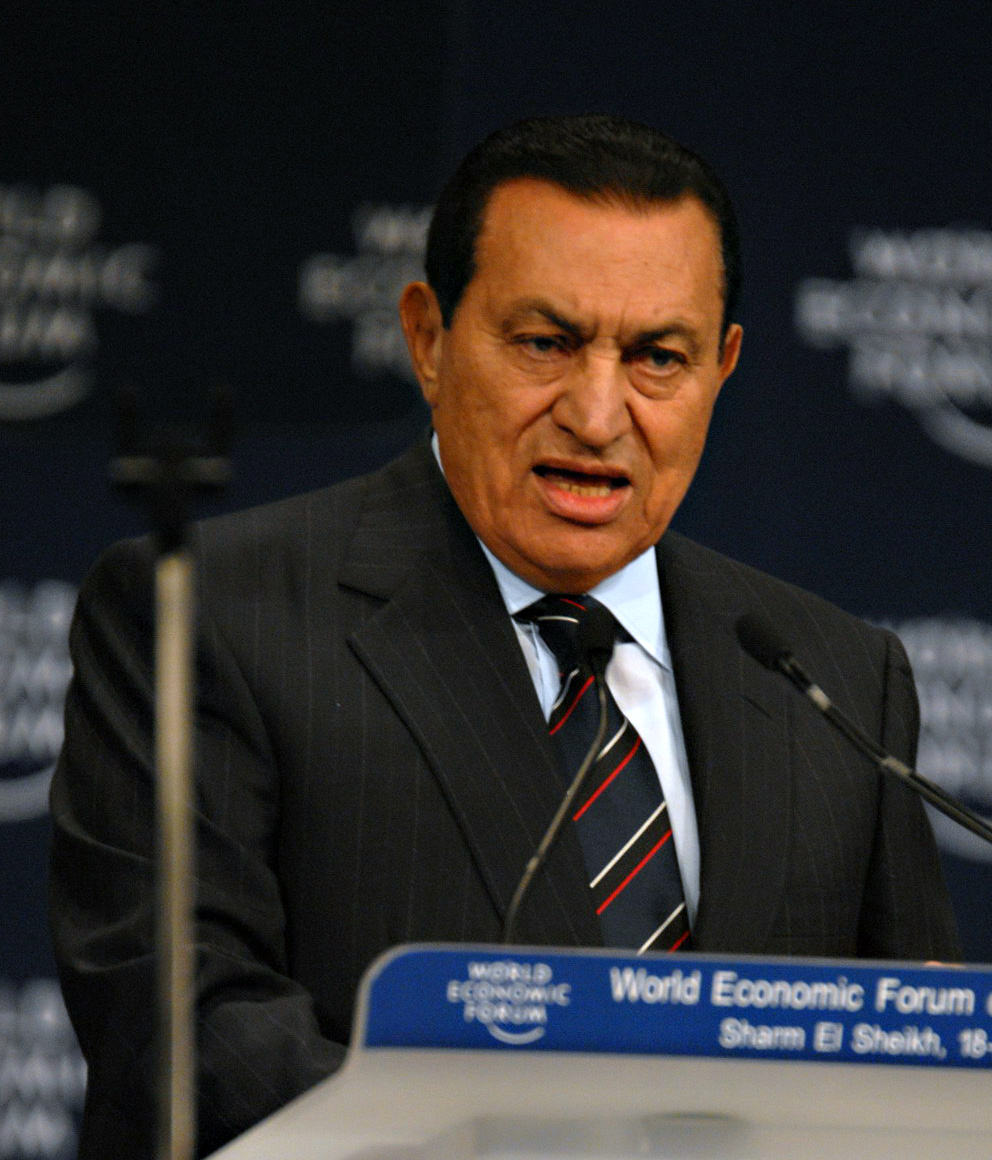
Il presidente Hosni Mubārak interviene alla sessione plenaria di apertura del World Economic Forum sul Vicino Oriente nel 2008.

Più di tre anni dopo l'assassinio di Sādāt nel 1981 e la salita al potere di Mubārak, il presidente richiamò dall'esilio il papa Shenūda III d'Alessandria, il 2 gennaio 1985. Questi tornò al Cairo per celebrare la festività natalizia del 7 gennaio (secondo il calendario copto), e la folla che lo accolse fu valutata in più di 10.000 persone. Nonostante diverse limitazioni religiose che il governo ha mantenuto e le vessazioni subite dai gruppi islamici più radicali, i cristiani copti hanno goduto di diritti umani e religiosi relativamente migliori sotto Mubārak, con la loro festività del 7 gennaio riconosciuta come festività nazionale nel 2002.

### Rivolta di Piazza Taḥrīr e dimissioni
Lo stato d'emergenza in atto nel Paese, decretato nel 1981 a seguito dell'assassinio del presidente al-Sādāt, è stato oggetto di dure critiche da parte dell'opposizione per l'abnorme estensione dello stesso, che prevede per legge, tra le altre cose, arresti preventivi e controllo diretto dei media. Dopo l'inizio delle sommosse popolari del 2011, innescate dai recenti sommovimenti capitati in Tunisia, durante le quali Mubārak, al 17º giorno di proteste, ha annunciato di voler abdicare solo quando la situazione lo richiederà, il raʾīs viene sottoposto a forti pressioni da parte dei manifestanti e di alcuni governi esteri perché rimetta il proprio mandato.
La rivolta si inasprirà, prolungandosi in giorni di violenti scontri tra esercito e manifestanti, arrivando a costringere alle dimissioni il presidente l'11 febbraio 2011.
Piazza Tahrir, al Cairo, luogo simbolo della rivolta, accoglie con manifestazioni di giubilo l'annuncio del vicepresidente 'Omar Sulayman delle dimissioni da presidente egiziano, dopo trent'anni, di Ḥosnī Mubārak.

### Il ritiro a Sharm el-Sheikh
Mubarak a poche ore dalle dimissioni dalla carica di presidente lasciò il Cairo per raggiungere la sua residenza a Sharm el-Sheikh, rifiutandosi di espatriare pur in presenza di offerte di ospitalità provenienti da vari Stati. Subito si sono susseguite voci su un suo cattivo stato di salute, ipotizzando persino un suo presunto stato comatoso. L'emittente ABC ha tuttavia smentito queste voci, affermando che Mubarak gode invece di "buona salute".

### Vicende giudiziarie
Il 13 aprile 2011 Mubarak è posto in custodia cautelare per 15 giorni a seguito delle indagini condotte dalla Procura della capitale in merito ad accuse di corruzione e appropriazione indebita a suo carico. Nelle stesse ore è trasferito in ospedale per problemi di salute. Poco dopo l'ex presidente egiziano finisce nuovamente in terapia intensiva per un secondo attacco cardiaco, dopo che anche verso i figli ʿAlāʾ e Gamal Mubarak viene emesso un mandato di arresto. Il 13 maggio successivo anche Suzanne, la moglie di Mubarak, è tratta in arresto perché accusata di corruzione.
La stessa sorte tocca a Mubarak, che viene arrestato e condannato all'ergastolo il 2 giugno 2012. La Corte di Cassazione, però, decide di ripetere il processo e il 29 novembre 2014 Mubarak è prosciolto dalle accuse di omicidio e corruzione. Rimane la condanna con detenzione a 3 anni di carcere per sottrazione di fondi pubblici destinati ai restauri del palazzo presidenziale. Il 3 marzo 2017 viene assolto in via definitiva dalla Corte di Cassazione egiziana nell'ambito del processo a suo carico per l'uccisione di manifestanti durante la rivoluzione del gennaio 2011, riacquistando la piena libertà il 24 marzo 2017.
Muore in un ospedale del Cairo il 25 febbraio 2020 all'età di 91 anni ed il giorno successivo, in seguito a solenni funerali militari, viene sepolto nella tomba di famiglia all'interno del cimitero cittadino di Heliopolis.

## Cariche politiche, militari ed accademiche
- Eletto per il quinto mandato presidenziale (2005)
- Presidente del G-15 (1998, 2000)
- Eletto per il quarto mandato presidenziale (1999)
- Presidente del Summit arabo (1996)
- Presidente dell'Organizzazione dell'unità africana (1993-1994)
- Eletto per il terzo mandato presidenziale (1993)
- Presidente dell'Organizzazione dell'unità africana (1989-1990)
- Eletto per il secondo mandato presidenziale (1987)
- Presidente del Partito nazionale democratico (1982)
- Eletto per il primo mandato presidenziale (1981)
- Vicepresidente del Partito nazionale democratico (1979)
- Vicepresidente della Repubblica araba d'Egitto (1975)
- Promosso al rango di tenente generale (1974)
- Comandante dell'Aeronautica militare e viceministro della guerra (1972)
- Capo di stato maggiore dell'Aeronautica militare (1969)
- Direttore dell'Accademia aeronautica (1968)
- Comandante della base aerea del Cairo Ovest (1964)
- Distaccato all'Accademia militare sovietica di Frunz (1964)
- Docente all'Accademia aeronautica (1952-1959)